# 川村善八郎
川村 善八郎（かわむら ぜんはちろう、1892年〈明治25年〉9月30日 - 1971年〈昭和46年〉8月11日）は、大正・昭和期の漁業経営者、政治家。衆議院議員。

## 経歴
北海道茅部郡、のちの森村（現森町）で漁師の家に生まれる。高等小学校を卒業し、漁業を経営した。26歳で森村会議員に当選し森町会議員を含めて4期在任。1936年（昭和11年）北海道会議員となった。
1947年（昭和22年）4月、第23回衆議院議員総選挙で北海道第3区から自由党所属で出馬して初当選。その後、第27回総選挙まで連続5回当選。第28回総選挙では落選したが、1960年（昭和35年）11月の第29回総選挙では当選。1963年（昭和38年）11月の第30回総選挙では次点で落選し、衆議院議員を通算6期務めた。この間、衆議院水産委員長、第5次吉田内閣・北海道開発政務次官、第2次池田内閣・外務政務次官、民主自由党代議士会副会長、同総務、同政調会水産部長、自由党政調会相談役、水産議員連盟理事長、自由民主党代議士会副会長などを務めた。
その他、森漁業協同組合理事、北海道漁業協同組合連合会常務理事、森漁業会長、北海道総合開発水産専門委員、北海道水産業会副会長、北海道漁業公社代表取締役、森冷蔵社長なども務めた。